# Afropavo
Afropavo is een geslacht van vogels uit de familie fazantachtigen (Phasianidae).

## Soorten
Het geslacht kent de volgende soort:
- Afropavo congensis – Congopauw